# Nina Simone Sings the Blues
Nina Simone Sings the Blues è un album della cantante e pianista folk Nina Simone pubblicato nel 1967.

## Tracce
1. Do I Move You (Simone) - 2:46
2. Day and Night (Stevenson) - 2:35
3. In the Dark (Green) - 2:57
4. Real Real (Simone) - 2:21
5. My Man's Gone Now (Gershwin, DuBose Heyward) - 4:16
6. Backlash Blues (Hughes, Simone) - 2:31
7. I Want a Little Sugar in My Bowl (Simone) - 2:32
8. Buck (Stroud) - 1:52
9. Since I Fell for You (Johnson) - 2:52
10. The House of the Rising Sun (Brano tradizionale) - 3:53
11. Blues for Mama (Lincoln, Simone) - 4:00

- Brani aggiuntivi nella ristampa su CD del 2006

1. Do I Move You versione alternitiva (Simone) - 2:19
2. Whatever I Am (Dixon) - 3:02

## Musicisti
Brani dall'1 al 12 
- Nina Simone: voce, pianoforte
- Eric Gale: chitarra
- Rudy Stevenson: chitarra
- Ernie Hayes: organo
- Bob Bushnell: basso
- Bernard Purdie: batteria,  timpani
- Buddy Lucas: armonica a bocca, sax tenore

Brano 13
- Nina Simone: voce,  pianoforte
- Eric Gale: chitarra
- Everett Barksdale: chitarra
- Weldon Irvine: organo
- Richard Tee: organo
- Jerry Jemmott: basso
- probabilmente Bernard Purdie: batteria
- Gordon Powell: vibrafono, percussioni
- Montego Joe: percussioni
- George Devens: percussioni
- Joe Shepley, Jimmy Nottingham, Harold Johnson, Wilbur Bascomb: tromba
- Jimmy Cleveland, Richard Harris: trombone
- Seldon Powell, George Coleman, Norris Turney, Haywood Henry: sax
- Ralph H. Fields, Eileen Gilbert, Jerome Graff, Milt Grayson, Hilda Harris, Noah Hopkins, Maeretha Stewart, Barbara Webb: voce
- Weldon Irvine: arrangiamenti e direzione d'orchestra